# Iō Kuroda
Iō Kuroda (jap. 黒田 硫黄, Kuroda Iō; * 5. Januar 1971 in Sapporo, Japan) ist ein japanischer Manga-Zeichner.
Kuroda studierte Rechtswesen an der Hitotsubashi-Universität und veröffentlichte 1993 nach seinem Studium mit Ka, nanten, kuma, touasa seinen ersten Manga im Manga-Magazin Afternoon.  Mit Dai-Nippon Tengu-tō Ekotoba zeichnete er 1994 seinen ersten längeren Comic, der für ihn gleichzeitig den Durchbruch bedeutete. In den folgenden Jahren wurde er durch Kurzgeschichten, darunter ein Remake von Osamu Tezukas Metropolis, bekannt und zeichnete mehrere Manga für alternative Magazine wie Comic Cue. 2000 begann er mit Nasu, das auch als Anime umgesetzt wurde. Sein Sexy Voice and Robo handelt von einer Jugendlichen, die die Fähigkeit hat, ihre Stimme beliebig zu verstellen und so in einige Kriminalfälle verwickelt wird. Für diese zweibändige Arbeit erhielt er 2002 den Media Arts Award des japanischen Kulturministeriums.
Besonders herausragend ist Kurodas Zeichentechnik, die nur mit sehr wenigen Rasterfolien auskommt und sich durch detailliert gezeichnete Schraffuren und einen starken Kontrast von Schwarz und Weiß auszeichnet. Kuroda verwendet dabei neben den bei Mangaka üblichen Stiften auch Pinsel und erzeugt damit dynamische Effektlinien. Seine Geschichten, die meist in einer ungewöhnlichen Kulisse spielen, richten sich an erwachsene Leser und sind dem Seinen-Genre zuzuordnen.